# Международный институт прессы
Международный институт прессы (МИП) (англ. the International Press Institute; (IPI)) — добровольная организация, основанная в 1950 году в городе Нью-Йорке в Соединённых Штатах Америки редакторами из пятнадцати разных государств, чтобы модернизировать методы журналистики и защищать свободу слова.
Будучи изначально скромным творческим союзом, с середины XX века Международный институт прессы значительно вырос к началу третьего тысячелетия и, используя глобальные средства коммуникации, в настоящее время представляет собой мощную сеть диалога между работниками средств массовой информации более чем из ста стран мира. 
Основная идея, которую исповедуют члены Международного института прессы состоит в том, что свобода слова - это право, которое защищает все остальные права человека, поэтому эта свобода должна быть защищена. 
Среди членов этого института издатели, редакторы и владельцы самых крупных мировых медиа корпораций, а также немало именитых работников СМИ. В ряде стран мира есть национальные представительства Международного института прессы.
Международный институт прессы является одним из четырёх ассоциированных членов International IDEA — Международного института демократии и содействия выборам.
Международный институт прессы имеет консультативный статус в ООН, ЮНЕСКО и Совете Европы.